# الأمير والفقير (رواية)
الأمير والفقير هي رواية للمؤلف الأمريكي مارك توين. نشرت لأول مرة عام 1881 في كندا، وفي عام 1882 في الولايات المتحدة. تمثل الرواية أول محاولة لتوين في السياق التاريخي. تدور أحداث الرواية في عام 1547، وتحكي قصة ولدين صغيرين وُلدا في نفس اليوم وكانا متطابقين في المظهر: توم كانتي وهو فقير يعيش مع والده المسيء والمدمن على الكحول في أوفال كورت قبالة بادينج لين في لندن، وإدوارد السادس ابن هنري الثامن ملك إنجلترا.

## الحبكة
كان توم كانتي، الابن الأصغر لعائلة فقيرة تعيش في أوفال كورت في لندن، يتطلع دومًا إلى حياة أفضل، بتشجيع من القس المحلي، الذي علمه القراءة والكتابة. وفي أحد الأيام، وأثناء تسكعه حول بوابات القصر، يلتقى بإدوارد تيودور، أمير ويلز. يقترب توم منه كثيرًا مدفوعًا بحماسه الشديد، فيكاد يلقي الحراس الملكيين القبض عليه ويضربوه. ولكن، يمنعهم إدوارد من ذلك ويدعو توم إلى غرفة قصره. يتعرف الصبيان هناك على بعضهما. ويقرران، مفتونين بحياة بعضهما البعض وبتشابههما الغريب ومعرفتهما أنهما ولدا حتى في نفس اليوم، تبادل الأدوار «مؤقتًا». يخفى الأمير شيئًا، يعرف القارئ لاحقًا أنه ختم إنجلترا العظيم، ثم يخرج؛ لا يتعرف عليه الحراس لأنه يرتدي زي توم، ويطردوه من القصر. يجد في النهاية طريقه عبر الشوارع إلى منزل كانتي. يتعرض هناك لوحشية والد توم السكير والمُتعسّف، فيخطط للهرب منه، ويلتقي مايلز هندون، وهو جندي ونبيل عائد من الحرب. رغم من أن مايلز لا يصدق ادعاءات إدوارد بأنه ملك، يلاطفه ويصبح حاميه. وفي هذا الوقت، تصل إليهم الأخبار أن الملك هنري الثامن قد مات وأن إدوارد هو الملك الآن.
يحاول توم، مرتديًا زي إدوارد، التأقلم مع عادات البلاط وآدابه. ويعتقد زملاؤه النبلاء وعمال القصر أن الأمير مريض، ما تسبب في فقدان ذاكرته ويخافوا أن يُجن. يسألونه مرارًا عن ختم إنجلترا العظيم المفقود، لكنه لا يعرف شيئًا عنه. ولكن، عندما يُطلب من توم الجلوس في المحاكمات، تطمئنهم ملاحظاته المنطقية أن عقله سليم.
عندما يواجه إدوارد الحياة القاسية لأحد فقراء لندن مباشرةً، يدرك عدم المساواة الطبقية الصارخة في إنجلترا. ويلاحظ الطبيعة القاسية والعقابية للنظام القضائي الإنجليزي إذ كان الناس يحرقون على الأوتاد ويعذبون ويجلدون. ويدرك أن المتهمين يدانون بناءً على أدلة واهية ويوصموا أو يشنقوا بتهمة ارتكاب جرائم تافهة، ويتعهد بأن يحكم برحمة عندما يستعيد مكانه الصحيح. عندما يعلن إدوارد لعصابة من اللصوص أنه الملك وأنه سيضع حدًا للقوانين الظالمة، يظنوا أنه مجنون ويتمسك بتتويج وهمي.
بعد سلسلة من المغامرات، بما فيها قضائه فترة في السجن، يقاطع إدوارد مراسم التتويج، عندما يوشك توم أن يصبح ملكًا. يُصدم النبلاء من تشابههما، ويرفضون التصديق بأن إدوارد الذي يرتدي ملابس توم هو الملك الشرعي حتى يخرج ختم إنجلترا العظيم الذي خبأه قبل مغادرة القصر.
يعود إدوارد وتوم إلى مكانهما الأصليين ويتوج إدوارد بمنصب الملك إدوارد السادس ملك إنجلترا. يُكافئ مايلز برتبة إيرل وبحق عائلته في الجلوس بحضرة الملك. وامتنانًا لدعم توم لمطالبة الملك الجديد بالعرش، يمنحه إدوارد بمنصب «وصي الملك»، وهو منصب متميز شغله لبقية حياته.
توضح النهاية أنه رغم أن إدوارد توفي في سن الخامسة عشر، لكنه حكم بحكمة بسبب تجاربه، بينما عاش توم ليصبح رجلًا مسنًا جدًا.